# Dendrophthora chrysostachya
Dendrophthora chrysostachya är en sandelträdsväxtart som först beskrevs av J. S. Presl, och fick sitt nu gällande namn av Urban. Dendrophthora chrysostachya ingår i släktet Dendrophthora och familjen sandelträdsväxter. Inga underarter finns listade i Catalogue of Life.